# 阿部元壽
阿部 元壽 （元寿）（あべ もとひさ、1874年 - 1939年）は、明治・大正・昭和期の滋賀県の実業家。

## 来歴
1874年（明治7年）、廃藩置県後の滋賀県大津で元膳所藩10代筆頭家老戸田資慶の長男に生まれる。
阿部周吉の長女はつと結婚。養子となり家督を継ぐ。関西加工綿工業株式会社の社長となる。1939年（昭和14年）65歳で死去。

## 親族
- 祖父に膳所藩9代筆頭家老戸田資富、住吉大社第75代宮司・男爵津守国盛。大叔父に幕末の勤王志士、川瀬太宰。
- 大叔母好子（芳子）は権掌待若菜内待と称せられ、明治天皇に仕えた。
- 曾祖父に侯爵久我通久（幕末に活躍の公家、明治には貴族院議員や東京府知事を歴任）、伯爵清閑寺盛房ら。
- 妹あいは上田家に嫁ぎ、その孫上田佳代子は細川護熙（第79代内閣総理大臣）に嫁ぐ。
- 長男俊吉は東洋綿花（三井物産発祥で豊田通商前身）役員、次男は泰次郎、長女文子は田中岩吉（東京商船大学名誉教授）に嫁ぐ。次女年子は田中文吉（東京帝国大学卒業後日立製作所で冷房装置の開発に携わる）に嫁ぐ。
- 三男周蔵は二代伊藤忠兵衛に誘われ、伊藤忠上海支店代表、四男良平は大同特殊鋼役員のち山陽特殊製鋼役員。三女豊（とよ）は富永正俊（京都帝国大学卒業後、岐阜大学工学部教授を経て、名城大学教授。航空写真測量の草分け的存在として知られる）に嫁ぐ。